# Scapania splendida
Scapania splendida là một loài rêu trong họ Scapaniaceae. Loài này được Spruce mô tả khoa học đầu tiên năm 1885.